# El ADN del delito
El ADN del delito (en portugués: DNA do crime) es una serie de televisión brasileña emitida a través de la plataforma de streaming Netflix, transmitida por primera vez el 14 de noviembre de 2023. La serie está principalmente hablada en portugués y en partes en español correspondientes a las grabaciones en Paraguay.
La serie está basada en las investigaciones realizadas por Brasil y Paraguay en el caso del asalto a las instalaciones de la empresa de seguridad privada Prosegur en Ciudad del Este el 23 y 24 de abril de 2017.

## Sinopsis
Luego de un robo de proporciones épicas en las instalaciones de una empresa de seguridad privada en Ciudad del Este (Paraguay), agentes federales de la oficina de Foz do Iguaçu (Brasil) inician una compleja investigación. 
Siguiendo el rastro de las muestras de ADN que recolectan, descubren un rastro que conecta el robo en el país vecino con otros crímenes recientes, desvelando un plan aún mayor que involucra a elementos criminales de ambos países.

## Elenco principal
- Maeve Jinkings (Suellen)
- Rômulo Braga (Benício)
- Thomas Aquino (Sem Alma)
- Pedro Caetano (Rossi)
- Larissa Bocchino (Suely)
- Erom Cordeiro (Fernando)
- Thais Lago (Mônica)
- Alex Nader (Isaac) - O fantasma